# Luzius Wildhaber

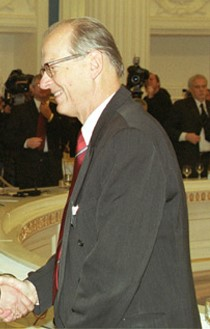
Luzius Wildhaber, 2001

Peter Luzius Wildhaber (* 18. Januar 1937 in Basel; † 21. Juli 2020; heimatberechtigt in Basel und Walenstadt) war ein Schweizer Völkerrechtler und Hochschullehrer. Er war von 1998 bis Januar 2007 Präsident des Europäischen Gerichtshofs für Menschenrechte.

## Leben

### Kindheit und Ausbildung
Luzius Wildhaber wurde in Basel als Sohn des Volkskundlers Robert Wildhaber und der Gertrud Mathilda geb. Füglistaller geboren. Er studierte Rechtswissenschaften in Basel, Paris, Heidelberg, London und Yale. Er war Mitglied der Studentenverbindung Zofingia. 1961 promovierte er in Basel zum Doktor der Rechte. An der Yale Law School erhielt er 1965 den LL.M. und 1968 den Doctor of Juridical Science. 1969 wurde Wildhaber an der Universität Basel habilitiert.

### Berufliche Laufbahn
Von 1971 bis 1977 war Wildhaber Professor an der Universität Freiburg. Von 1977 bis 1998 war er Professor für Völker-, Staats- und Verwaltungsrecht und vergleichendes Staatsrecht an der Universität Basel. Von 1992 bis 1994 stand Wildhaber der Universität Basel als Rektor vor.
Seine Richterkarriere begann als Richter am Staatsgerichtshof des Fürstentums Liechtenstein, dem liechtensteinische Verfassungsgericht. Fürst Franz Josef II. hatte ihn 1975 zum Richter ernannt (bis 1988). Von 1989 bis 1994 war er Richter am Administrative Tribunal der Interamerikanischen Entwicklungsbank. 1991 wurde er dann an den Europäischen Gerichtshof für Menschenrechte berufen. Als dieser 1998 in einen ständig tagendes Gericht umgewandelt wurde, wurde Wildhaber dessen erster Präsident.
Im Juli 2000 spielte er kurzzeitig eine wichtige politische Rolle, als er von der EU mit der Auswahl eines dreiköpfigen Rats der Weisen beauftragt wurde, der die Menschenrechtssituation in Österreich beurteilen sollte. Als Reaktion auf die Beteiligung der FPÖ an der Regierung im Februar 2000 hatten die übrigen EU-Staaten ihre Beziehungen zu Österreich eingefroren; das Gutachten des Rats sollte diese Krise entschärfen.
Sein Nachfolger als Präsident des Europäischen Gerichtshofs für Menschenrechte wurde der Franzose Jean-Paul Costa (2007), als Richter der Schweizer Giorgio Malinverni (2006).
Seit 1989 war er ordentliches Mitglied der Academia Europaea.

## Privatleben
Am 20. August 1963 heiratete er die Akademikerin Simone Wildhaber-Creux. Zusammen hatten sie zwei Töchter, Anne Wildhaber (* 1968) und Isabelle Wildhaber (* 1973), die ebenfalls Juristinnen sind. Nach dem Tod seiner Frau im Jahr 1994 heiratete er erneut. Später lebte er geschieden.

## Auszeichnungen
- 2000: Stern von Rumänien
- 2003: Komtur des Litauischen Verdienstordens
- 2006: Großes Goldenes Ehrenzeichen am Bande für Verdienste um die Republik Österreich[7]
- 2007: Kommandeur des Ordens von Oranien-Nassau
- 2009: Anna-Göldi-Menschenrechtspreis der Anna-Göldi-Stiftung
- 2011: Award of Merit der Yale Law School Association[8]
- 2017: Ehrenmitglied der Österreichischen Akademie der Wissenschaften[9]